# 西宮市立鳴尾北小学校
西宮市立鳴尾北小学校（にしのみやしりつ なるおきたしょうがっこう）は、兵庫県西宮市学文殿町2丁目に所在する公立小学校。

## 沿革
昭和39年（1964年）に、『ソニー理科教育優秀賞』を受賞し、記念に校庭西側に15本ほどすずかけの木が植えられた。

## 通学区域
- 甲子園六番町、里中町1～3丁目、上鳴尾町、甲子園一番町～甲子園五番町、若草町1・2丁目、学文殿町1・2丁目、花園町[1]

※卒業後は基本的に西宮市立鳴尾中学校、西宮市立学文中学校に進学する。

## 著名な出身者
- 小林麻耶(フリーアナウンサー)
- 小林麻央(フリーアナウンサー)[2]
- 村川大介（囲碁棋士、本校在籍中にプロ入り[3]）

## 通学区域が隣接している学校
- 西宮市立小松小学校
- 西宮市立鳴尾小学校
- 西宮市立春風小学校
- 西宮市立上甲子園小学校